# Charles Fremantle
Pour les articles homonymes, voir Fremantle (homonymie).
 (juillet 2017).
Si vous disposez d'ouvrages ou d'articles de référence ou si vous connaissez des sites web de qualité traitant du thème abordé ici, merci de compléter l'article en donnant les références utiles à sa vérifiabilité et en les liant à la section « Notes et références ».
Charles Howe Fremantle (1er juin 1800 - 25 mai 1869) est un officier de la Royal Navy britannique. La ville de Fremantle en Australie-Occidentale porte son nom.

## Biographie
Il est le fils de l'amiral Thomas Fremantle et le neveu de William Henry Fremantle. Son frère aîné est Thomas Fremantle, 1er baron Cottesloe. Son deuxième prénom, Howe, est une conséquence de sa date de naissance, l'anniversaire de la victoire de Lord Howe sur les Français à la bataille du 13 prairial an II (1er juin 1794).
Selon Graeme Henderson, un ancien directeur du musée maritime de l'Australie-Occidentale, Fremantle est accusé du viol d'une jeune fille de 15 ans en avril 1826. Pour éviter un scandale, sa famille soudoie des témoins et fait pression sur les juges. Quelques semaines plus tard, il est promu capitaine, reçoit le commandement de la frégate de 26 canons HMS Challenger et envoyé explorer la côte ouest de l'Australie pour le Royaume-Uni.
Le HMS Challenger passe le cap de Bonne-Espérance le 20 mars 1829, s'ancre au large de Cockburn Sound le 2 mai et débarque sur l'île de Garden. Une semaine plus tard, il hisse le drapeau britannique sur la rive sud de l'embouchure de la Swan River et prend possession au nom de Sa Majesté le Roi George IV de « toute la partie de la Nouvelle-Hollande qui n'est pas incluse dans le territoire de la Nouvelle-Galles du Sud ».
Le vice-gouverneur James Stirling arrive à Cockburn Sound le 2 juin à bord du trois-mâts Parmelia avec sa famille et d'autres colons, au nombre de 69 en tout, pour créer une colonie le long de la Swan River, en Australie-Occidentale. Le 8 juin, ils sont rejoints par un détachement militaire de 56 officiers et hommes d'équipage qui débarquèrent du HMS Sulphur. Le 17 juin, une proclamation est lue par Stirling confirmant la proclamation antérieure de Fremantle. Le débarquement de ces immigrés marque le début de l'histoire de l'Australie-Occidentale en tant que colonie britannique, et plus tard comme État fédéral d'Australie.
Fremantle quitte la colonie de la rivière Swan le 25 août 1829, en direction de la base de l'armée britannique de Trincomalee, à Ceylan (aujourd'hui le Sri Lanka) où il reste deux ans. Alors qu'il est là-bas, il visite de nombreux endroits, comme la ville de Kowloon qu'il recommande comme site pour une colonie britannique. Le gouvernement britannique accepte et Hong Kong est fondée en 1841.
Fremantle reste seulement à Ceylan pendant deux ans. Sur le chemin du retour vers l'Angleterre en septembre 1832, il visite la colonie de la rivière Swan pendant une semaine, mais il n'y est jamais revenu après.
Après une dizaine d'années, il fait un nouveau voyage vers les Caraïbes et la mer Méditerranée. Peu de temps après, il contrôle, depuis Balaklava (une ville de l'Ukraine) et ce avec beaucoup de sérieux, en tant que contre-amiral l'ensemble du service de transport naval de la guerre de Crimée.
En juillet 1858, il est nommé commandant de la Channel Fleet et est finalement nommé amiral.
Il meurt en 1869 et est enterré au cimetière de Brompton, à Londres.